# JBL CHALLENGE CUP 2007
JBL CHALLENGE CUP 2007（ジェイビーエル・チャレンジ・カップ・2007）は、日本バスケットボールリーグ（JBL）が2007年に主催したバスケットボール大会である。
2007年の新JBL発足後初の公式戦たるカップ戦として、リーグ戦開幕前に行われ、ノックアウトトーナメント方式で行われた。
準決勝・決勝は中日新聞社が共催として加わっている。

## 日程・結果
1stラウンド
- 9/21
  - 19:00 東芝ブレイブサンダース 75 - 71 日立サンロッカーズ 寒川総合体育館
- 9/22
  - 14:00 アイシンシーホース 89 - 61 オーエスジーフェニックス東三河 ウィングアリーナ刈谷 　
  - 14:00 レラカムイ北海道 86 - 97 トヨタ自動車アルバルク 北海道立総合体育センター（きたえーる）
  - 16:00 パナソニックトライアンズ 83 - 62 三菱電機ダイヤモンドドルフィンズ 松下電器体育館

セミファイナル
- 9/29
  - 14:00 トヨタ自動車アルバルク 74 - 80 パナソニックトライアンズ スカイホール豊田 　
  - 14:00 アイシンシーホース 72 - 67 東芝ブレイブサンダース 浜松アリーナ

ファイナル
| 9月30日 14:00 |

| レポート |

| パナソニックトライアンズ                      | 71–78 | アイシンシーホース |
| クォーター・スコア: 13–24, 18–15, 9–20, 31–19 |       |                    |

## 優勝チーム
- アイシンシーホース